# Copa do Mundo de Ginástica Rítmica de 2022
O circuito da Copa do Mundo de Ginástica Rítmica da FIG de 2022  é uma série de competições oficialmente organizadas e promovidas pela Federação Internacional de Ginástica.

## Formatos
| Copa do Mundo    |                           |          |                      |
| Data             | Evento                    | Local    | Tipo                 |
| 18 a 20 de março | Copa do Mundo FIG de 2022 | Atenas   | Individuais e grupos |
| 8 a 10 de abril  | Copa do Mundo FIG de 2022 | Sofia    | Individuais e grupos |
| 15 a 17 de abril | Copa do Mundo FIG de 2022 | Tashkent | Individuais e grupos |
| 22 a 24 de abril | Copa do Mundo FIG de 2022 | Baku     | Individuais e grupos |
| 3 a 5 de junho   | Copa do Mundo FIG de 2022 | Pesaro   | Individuais e grupos |

| Copa do Mundo Challenge |                              |             |                      |
| 20 a 22 de maio         | FIG World Challenge Cup 2022 | Pamplona    | Individuais e grupos |
| 27 a 29 de maio         | FIG World Challenge Cup 2022 | Portimão    | Individuais e grupos |
| 26 a 28 de agosto       | FIG World Challenge Cup 2022 | Cluj-Napoca | Individuais e grupos |

Em 26 de fevereiro de 2022, a Federação Internacional de Ginástica cancelou todos os eventos programados para ocorrer na Rússia e na Bielorrússia devido à invasão da Ucrânia pela Rússia em 2022. A Moscow World Challenge Cup, originalmente planejada para 19 a 21 de agosto e a Minsk World Challenge Cup, originalmente planejada para 2 a 4 de setembro, foram afetadas por essa decisão e removidas do calendário da FIG.

## Medalhistas

### Geral

#### Individual
| Competições             | Ouro              | Prata               | Bronze              |
| ----------------------- | ----------------- | ------------------- | ------------------- |
| Copa do Mundo           |                   |                     |                     |
| Athens                  | Sofia Raffaeli    | Daria Atamanov      | Michelle Segal      |
| Sofia                   | Boryana Kaleyn    | Sofia Raffaeli      | Stiliana Nikolova   |
| Tashkent                | Takhmina Ikromova | Ekaterina Vedeneeva | Darja Varfolomeev   |
| Baku                    | Sofia Raffaeli    | Boryana Kaleyn      | Milena Baldassarri  |
| Pesaro                  | Sofia Raffaeli    | Milena Baldassarri  | Stiliana Nikolova   |
| Copa do Mundo Challenge |                   |                     |                     |
| Pamplona                | Boryana Kaleyn    | Stiliana Nikolova   | Ekaterina Vedeneeva |
| Portimão                | Adi Asya Katz     | Darja Varfolomeev   | Eva Brezalieva      |
| Cluj Napoca             | Sofia Raffaeli    | Stiliana Nikolova   | Daria Atamanov      |

#### Grupo
| Competições             | Ouro     | Prata       | Bronze      |
| ----------------------- | -------- | ----------- | ----------- |
| Copa do Mundo           |          |             |             |
| Atenas                  | França   | Grécia      | Polónia     |
| Sofia                   | Bulgária | Grécia      | França      |
| Tashkent                | Bulgária | Uzbequistão | Cazaquistão |
| Baku                    | Itália   | Azerbaijão  | Israel      |
| Pesaro                  | Itália   | Bulgária    | China       |
| Copa do Mundo Challenge |          |             |             |
| Pamplona                | Itália   | Israel      | Espanha     |
| Portimão                | Israel   | Espanha     | Polónia     |
| Cluj Napoca             | Bulgária | Israel      | Espanha     |

### Aparelhos

#### Arco
| Competições             | Ouro              | Prata               | Bronze                 |
| ----------------------- | ----------------- | ------------------- | ---------------------- |
| Copa do Mundo           |                   |                     |                        |
| Atenas                  | Daria Atamanov    | Sofia Raffaeli      | Melanie Dargel         |
| Sofia                   | Boryana Kaleyn    | Sofia Raffaeli      | Maelle Millet          |
| Tashkent                | Takhmina Ikromova | Ekaterina Vedeneeva | Darja Varfolomeev      |
| Baku                    | Sofia Raffaeli    | Boryana Kaleyn      | Adi Asya Katz          |
| Pesaro                  | Sofia Raffaeli    | Stiliana Nikolova   | Jelizaveta Polstjanaja |
| Copa do Mundo Challenge |                   |                     |                        |
| Pamplona                | Margarita Kolosov | Ekaterina Vedeneeva | Sol Martinez Fainberg  |
| Portimão                | Adi Asya Katz     | Darja Varfolomeev   | Eva Brezalieva         |
| Cluj Napoca             | Sofia Raffaeli    | Boryana Kaleyn      | Stiliana Nikolova      |

#### Bola
| Competições             | Ouro              | Prata               | Bronze              |
| ----------------------- | ----------------- | ------------------- | ------------------- |
| Copa do Mundo           |                   |                     |                     |
| Atenas                  | Sofia Raffaeli    | Daria Atamanov      | Margarita Kolosov   |
| Sofia                   | Boryana Kaleyn    | Sofia Raffaeli      | Milena Baldassarri  |
| Tashkent                | Margarita Kolosov | Darja Varfolomeev   | Ekaterina Vedeneeva |
| Baku                    | Boryana Kaleyn    | Milena Baldassarri  | Sofia Raffaeli      |
| Pesaro                  | Sofia Raffaeli    | Ekaterina Vedeneeva | Stiliana Nikolova   |
| Copa do Mundo Challenge |                   |                     |                     |
| Pamplona                | Darja Varfolomeev | Stiliana Nikolova   | Noga Block          |
| Portimão                | Darja Varfolomeev | Adi Asya Katz       | Lili Mizuno         |
| Cluj Napoca             | Daria Atamanov    | Boryana Kaleyn      | Milena Baldassarri  |

#### Maças
| Competições             | Ouro              | Prata                  | Bronze              |
| ----------------------- | ----------------- | ---------------------- | ------------------- |
| Copa do Mundo           |                   |                        |                     |
| Atenas                  | Sofia Raffaeli    | Daria Atamanov         | Panagiota Lytra     |
| Sofia                   | Stiliana Nikolova | Sofia Raffaeli         | Elzhana Taniyeva    |
| Tashkent                | Takhmina Ikromova | Ekaterina Vedeneeva    | Margarita Kolosov   |
| Baku                    | Daria Atamanov    | Jelizaveta Polstjanaja | Sofia Raffaeli      |
| Pesaro                  | Sofia Raffaeli    | Eva Brezalieva         | Stiliana Nikolova   |
| Copa do Mundo Challenge |                   |                        |                     |
| Pamplona                | Stiliana Nikolova | Adi Asya Katz          | Ekaterina Vedeneeva |
| Portimão                | Darja Varfolomeev | Adi Asya Katz          | Magdalina Minevska  |
| Cluj Napoca             | Stiliana Nikolova | Daria Atamanov         | Sofia Raffaeli      |

#### Fita
| Competições             | Ouro                  | Prata               | Bronze                |
| ----------------------- | --------------------- | ------------------- | --------------------- |
| Copa do Mundo           |                       |                     |                       |
| Atenas                  | Daria Atamanov        | Margarita Kolosov   | Eva Brezalieva        |
| Sofia                   | Boryana Kaleyn        | Stiliana Nikolova   | Viktoriia Onopriienko |
| Tashkent                | Ekaterina Vedeneeva   | Darja Varfolomeev   | Takhmina Ikromova     |
| Baku                    | Boryana Kaleyn        | Daria Atamanov      | Ekaterina Vedeneeva   |
| Pesaro                  | Viktoriia Onopriienko | Sofia Raffaeli      | Ekaterina Vedeneeva   |
| Copa do Mundo Challenge |                       |                     |                       |
| Pamplona                | Darja Varfolomeev     | Ekaterina Vedeneeva | Teresa Gorospe        |
| Portimão                | Eva Brezalieva        | Alona Hillel        | Evita Griskenas       |
| Cluj Napoca             | Sofia Raffaeli        | Daria Atamanov      | Fanni Pigniczki       |

#### 5 Arcos
| Competições             | Ouro       | Prata       | Bronze      |
| ----------------------- | ---------- | ----------- | ----------- |
| Copa do Mundo           |            |             |             |
| Atenas                  | Israel     | Polónia     | Cazaquistão |
| Sofia                   | Bulgária   | Japão       | França      |
| Tashkent                | Bulgária   | Uzbequistão | Cazaquistão |
| Baku                    | Azerbaijão | Itália      | Israel      |
| Pesaro                  | Itália     | China       | Bulgária    |
| Copa do Mundo Challenge |            |             |             |
| Pamplona                | Itália     | Espanha     | Azerbaijão  |
| Portimão                | Israel     | Espanha     | México      |
| Cluj Napoca             | Bulgária   | Israel      | Espanha     |

#### 3 Fitas e 2 Bolas
| Competições             | Ouro        | Prata       | Bronze      |
| ----------------------- | ----------- | ----------- | ----------- |
| Copa do Mundo           |             |             |             |
| Athens                  | Israel      | Grécia      | Polónia     |
| Sofia                   | Grécia      | Bulgária    | Japão       |
| Tashkent                | Uzbequistão | Cazaquistão | Bulgária    |
| Baku                    | Itália      | Japão       | Cazaquistão |
| Pesaro                  | Itália      | Bulgária    | Brasil      |
| Copa do Mundo Challenge |             |             |             |
| Pamplona                | Itália      | Bulgária    | Azerbaijão  |
| Portimão                | México      | Espanha     | Polónia     |
| Cluj Napoca             | Bulgária    | Espanha     | Alemanha    |

## Quadro geral de medalhas
| Pos.                | País                | Ouro | Prata | Bronze | Total |
| ------------------- | ------------------- | ---- | ----- | ------ | ----- |
| 1                   | Itália              | 20   | 9     | 6      | 35    |
| 2                   | Bulgária            | 18   | 14    | 11     | 43    |
| 3                   | Israel              | 10   | 13    | 6      | 29    |
| 4                   | Alemanha            | 6    | 5     | 6      | 17    |
| 5                   | Uzbequistão         | 4    | 2     | 1      | 7     |
| 6                   | Eslovénia           | 1    | 6     | 5      | 12    |
| 7                   | Grécia              | 1    | 3     | 1      | 5     |
| 8                   | Azerbaijão          | 1    | 1     | 2      | 4     |
| 9                   | França              | 1    | 0     | 3      | 4     |
| 10                  | México              | 1    | 0     | 1      | 2     |
| 10                  | Ucrânia             | 1    | 0     | 1      | 2     |
| 12                  | Espanha             | 0    | 5     | 4      | 9     |
| 13                  | Japão               | 0    | 2     | 1      | 3     |
| 14                  | Cazaquistão         | 0    | 1     | 5      | 6     |
| 15                  | Polónia             | 0    | 1     | 4      | 5     |
| 16                  | China               | 0    | 1     | 1      | 2     |
| 16                  | Letónia             | 0    | 1     | 1      | 2     |
| 18                  | Estados Unidos      | 0    | 0     | 2      | 2     |
| 19                  | Argentina           | 0    | 0     | 1      | 1     |
| 19                  | Brasil              | 0    | 0     | 1      | 1     |
| 19                  | Hungria             | 0    | 0     | 1      | 1     |
| Total (21 entradas) | Total (21 entradas) | 64   | 64    | 64     | 192   |